# Five Nights at Freddy’s 4
A Five Nights at Freddy’s 4 egy független fejlesztésű horrorjáték, melynek a tervezője és készítője Scott Cawthon. Eredetileg a 4.részt tervezték az utolsó játéknak, emiatt is hívják alcímén "Final Chapter"-nek, vagyis az utolsó fejezetnek, azonban a franchise nem maradt abba a 4. résszel. Ez az egyetlen játék ahol nem biztonsági őrt, hanem egy kisgyereket alakít a játékos, akivel távol kell tartanunk magunktól az állatrobotokat.

## A történet
A minijátékokból kiderül, hogy a játékos egy kisfiút, William Afton egyik gyermekét alakítja, aki mindig sír. A bátyja folyton megijeszti őt egy Foxy maszkkal. Van négy kis barátja (ami a minijátékból kiderül), a 4 plüsse. Fredbear plüssét azért látja mindenhol, mert fél tőle, ezért még a plüss szeme is követi a kisfiút. Egy napon a testvére és annak barátai odanyomták Fredbear szájához, hogy adjon neki egy puszit, hogy jól kiröhöghessék amikor félelmében kiabál. De a fiú véletlenül Fredbear szájába került, ami egy rugó kipattanása miatt rácsukódott a fejére, kiharapva a fiú frontális agylebenyét. A kórházban az életét nem sikerült megmenteni. A bátyja bocsánatot kér a történtekért. A fiú utolsó pillanataiban a plüsseitől búcsúzik el, akik megígérik neki, hogy örökre a barátai maradnak, és hogy "összerakják".

## A játék
A játék célja, hogy a játékos távol tartsa magát a robotoktól, vagyis azok nem juthatnak be a hálószobába. Ez az első játék, ahol nincsenek kamerák és a játékos tud mozogni. Van egy zseblámpa, amivel ellenőrizheti a két ajtót, az ágyat és a gardróbot. Az éjszakák között játszhat egy minijátékot, ahol Plushtrap-et kell megállítani egy bizonyos ponton, ezáltal 2 órától kezdheti a játékos az éjszakát. Ebben a játékban 9 éjszaka van, öt hivatalos és négy bónusz.

## A játék szereplői
A játék robotjai:
- Nightmare Freddy: Az ágyunkon felbukkanó rémálom-szörnyeteg, aki a három kis Freddle-el jelzi közeledtét.
- Nightmare Bonnie: Csak úgy, mint az első játékban, Bonnie a bal ajtóból támad.
- Nightmare Chica: A jobb ajtó felől jön, akárcsak az első játékban. Közeledtét az jelzi, hogy az ajtó csikorgása abbamarad.
- Nightmare Foxy: A szekrényben bújik el, ami hasonlít az első játékból ismert Kalóz Öbölhöz. Alapból nincs a szekrényben, játék közben megy be.
- Nightmare Fredbear: A főszereplő legnagyobb félelme. Fredbear eredeti verziójának rémálom változata. Az ötödik éjszakán támad és csak ő, senki más. Néha a feje megjelenik a játékos ágyán, ilyenkor rá kell világítani, amíg el nem tűnik.
- Nightmare: Maga a rémálom. Viselkedésében Nightmare Fredbear-hez hasonló, de sokkal agresszívabb.
- Plushtrap: Az éjszakák között a padlón lévő X-re kell csalogatni, ezáltal 2 órától kezdjük a következőt.

## A halloweeni kiadás
A játék október 31-én jelent volna meg, de a készítő előbb kiadta a játékot, ezért ezen a napon egy nagy frissítést kapott a játék. A minijátékok halloweeni dekorációkat kaptak és különböző csalásokat, kihívásokat adtak hozzá a játékhoz. Néhány karaktert átszíneztek, néhányat pedig lecseréltek újabbakra.
Karakterek akiket átszíneztek és lecseréltek:
-Jack O Bonnie: Nightmare Bonnie narancssárga Halloweeni verziója, Nightmare verziójához hasonlóan bal oldal felől támad.
-Jack O Chica: Nightmare Chica narancssárga Halloweeni verziója, ő is Nightmare verziójához hasonlóan jobb oldal felől támad.
-Jack O Lantern: Ő az egyik karakter akit kicseréltek, eredetileg Chica kezében levő Cupcake lett kicserélve egy töklámpásra. Ő is mint Nightmare Cupcake, megtámadhat minket.
-Nightmare Mangle: Nightmare Foxy-t cserelték le, Foxyhoz hasonlóan a szekrényből támad,közeledtét a rádiója jelzi.
-Nightmarionne: A sorozat második részéből ismert marionett báb Nightmare verziója. Az eredeti részből Nightmare lett kicserélve.
-Nightmare BB (Balloon Boy): Ő vele Fun With Nightmare BB mini játékban találkozhatunk, a feladat a Fun With Plushtraphoz hasonlóan BB-t az X-re kell csalogatni.

## Fordítás
- Ez a szócikk részben vagy egészben  a   Five Nights at Freddy's 4 című angol Wikipédia-szócikk fordításán alapul.  Az eredeti cikk szerkesztőit annak laptörténete sorolja fel. Ez a jelzés csupán a megfogalmazás eredetét és a szerzői jogokat jelzi, nem szolgál a cikkben szereplő információk forrásmegjelöléseként.